# État de la mer

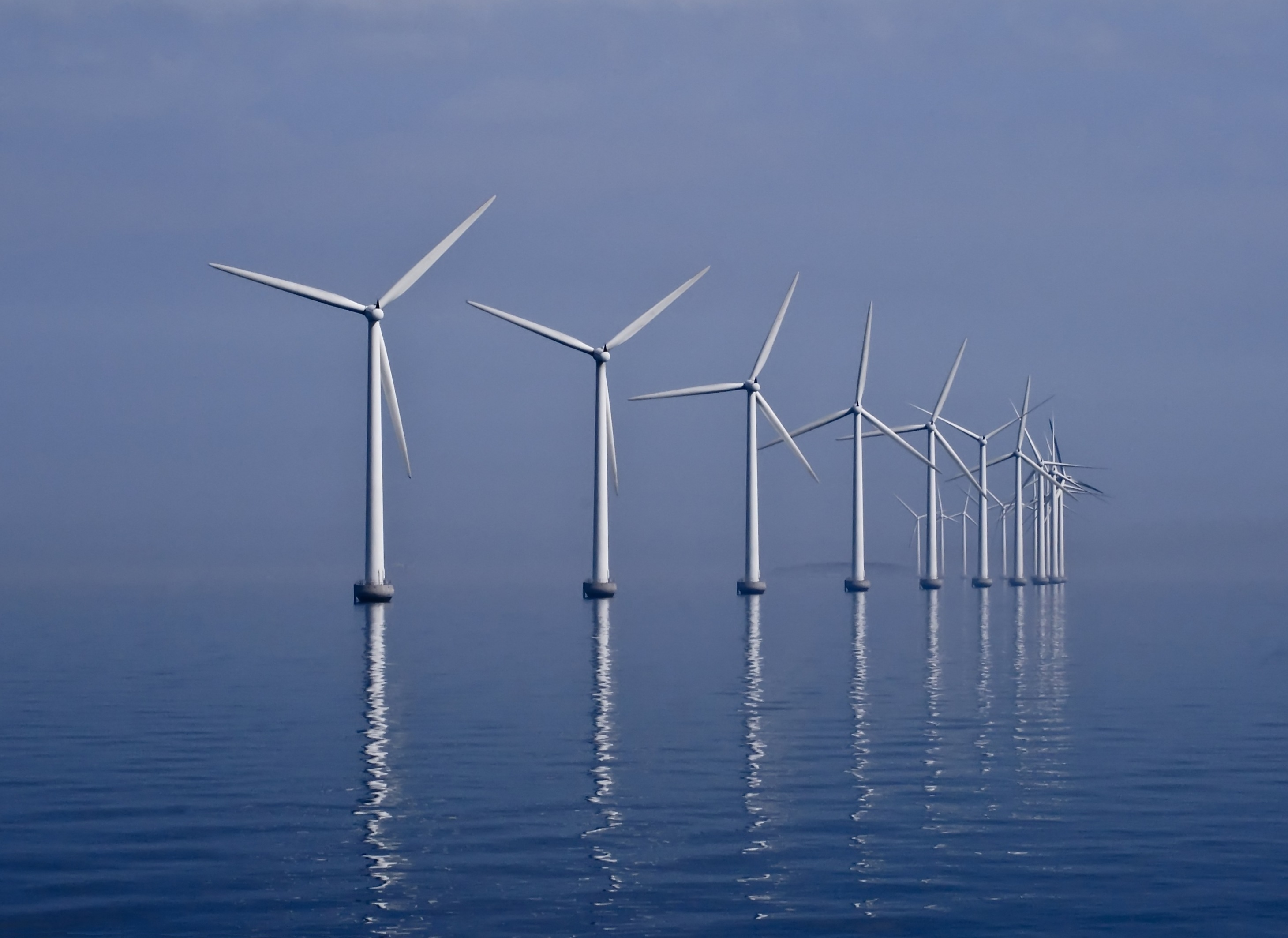
Mer calme à mer ridée (Øresund) : pas ou peu d'ondulation, phénomène de miroir (on parle aussi de mer d'huile)

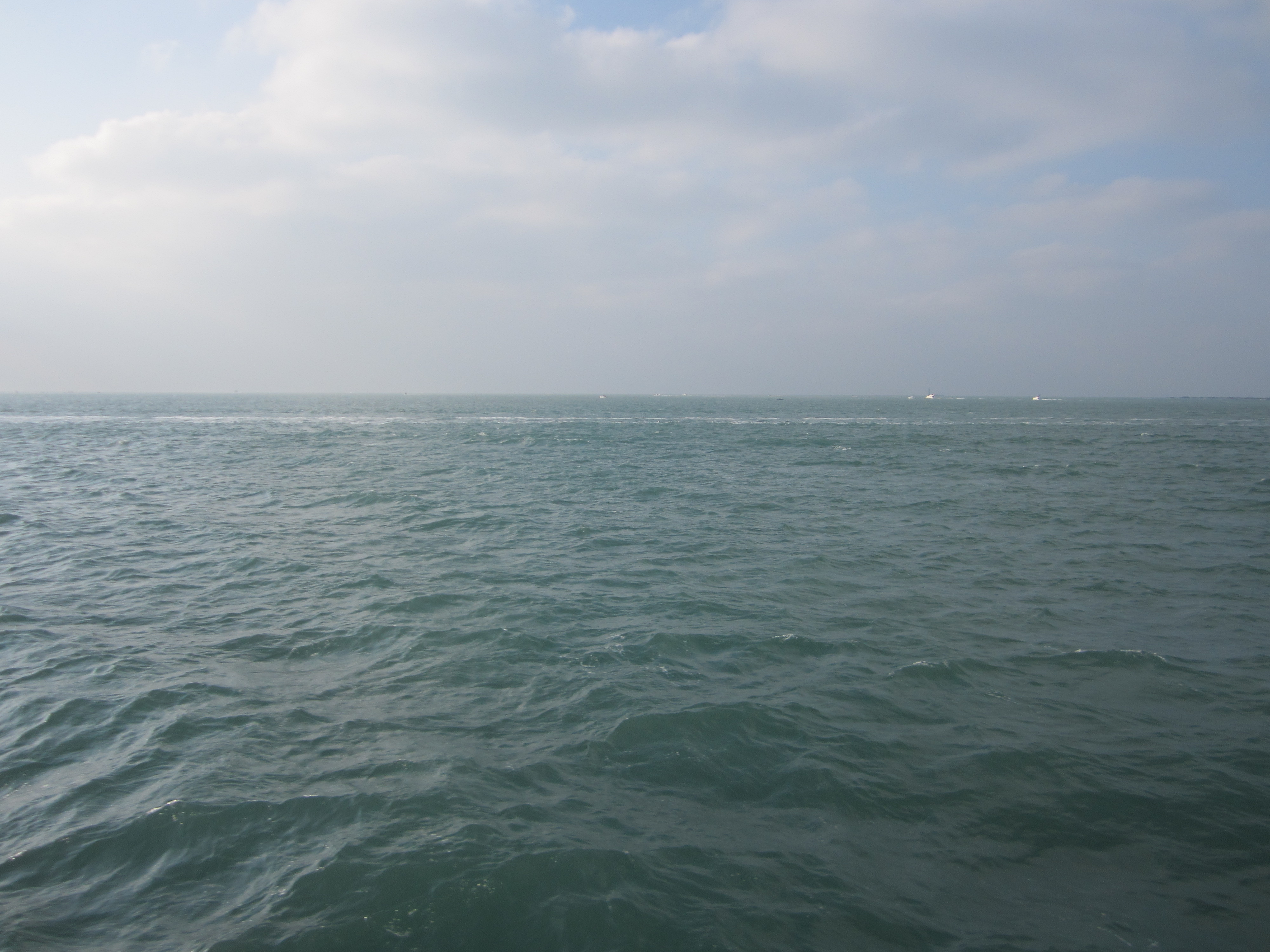
Mer belle (Sables d'Olonne) : ondulation sans moutonnements

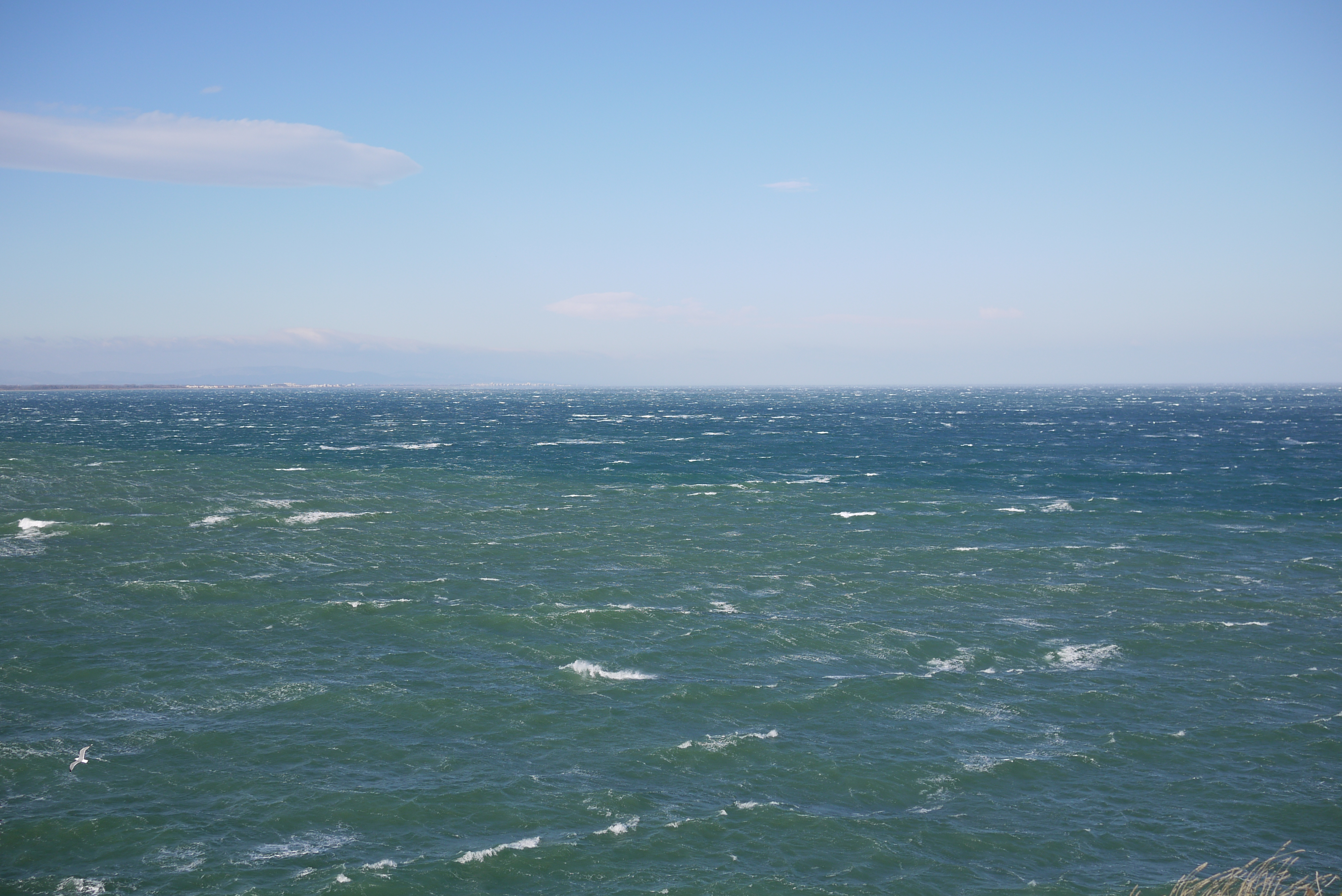
Mer peu agitée à mer agitée (Collioure), des moutonnements se forment, leur nombre augmente avec l'intensité du vent.

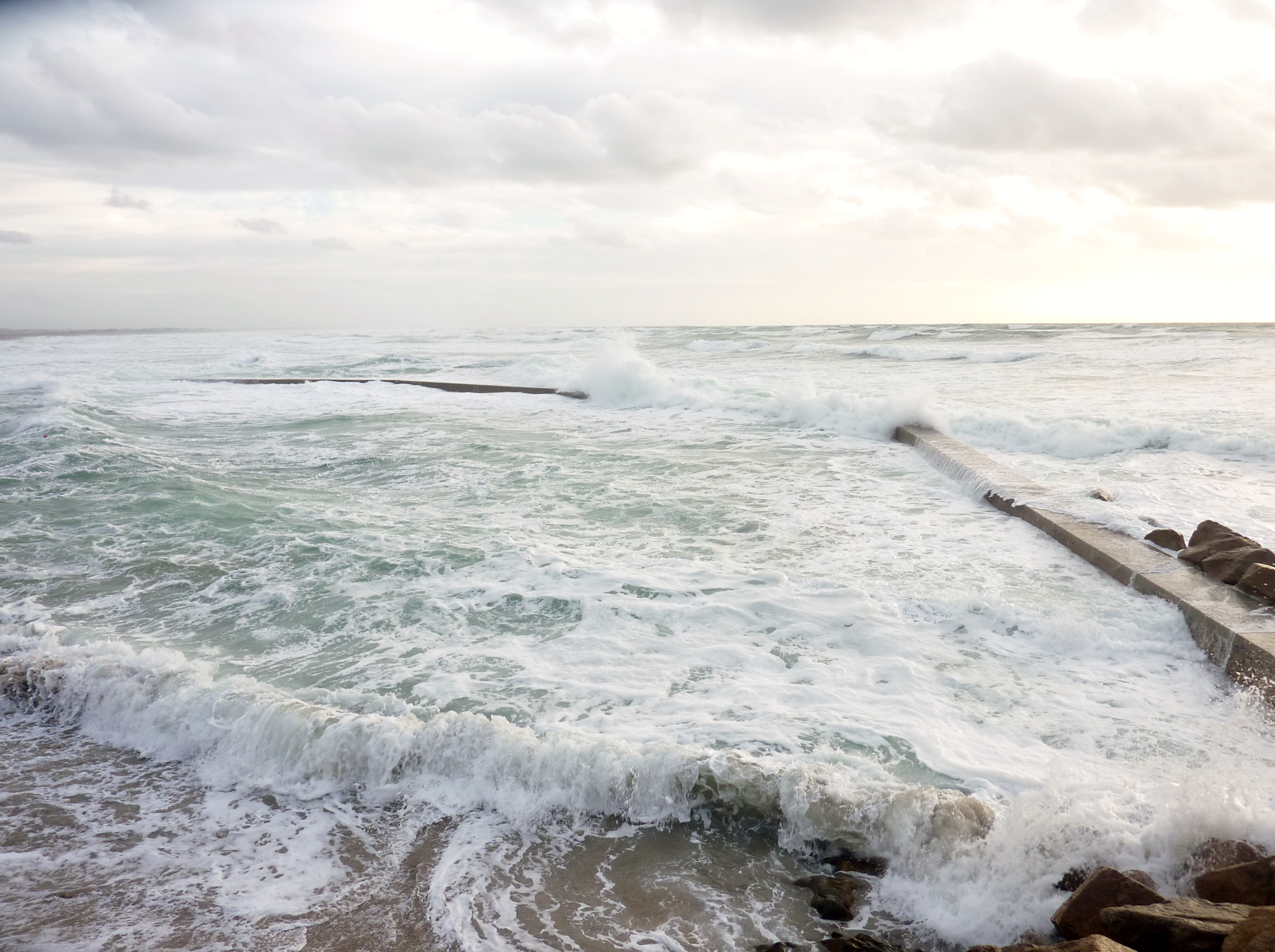
Mer grosse et mer forte (port de Penhors) suivant l'intensité des vagues (hauteur) : mer blanchie par l'écume.

 (août 2019).
Si vous disposez d'ouvrages ou d'articles de référence ou si vous connaissez des sites web de qualité traitant du thème abordé ici, merci de compléter l'article en donnant les références utiles à sa vérifiabilité et en les liant à la section « Notes et références ».
L'état de la mer est la description de la surface de la mer soumise à l'influence du vent (qui génère le système de vagues) et de la houle. La terminologie associée (mer forte, mer calme, etc.) a été normalisée par les services de météorologie maritime pour fournir aux navires et aux installations situées en mer une information qui puisse être utilisable. En effet, l'état de la mer peut être source de dangers, de manière indépendante de la force du vent, en particulier dans les zones d'eaux peu profondes (aux abords des côtes, sur des hauts fonds, etc.) ou dans les passages resserrés ou parcourus par des courants importants (raz, ...). 
L'action du vent sur la mer donne naissance aux vagues. La mer du vent est le système de vagues créé à l'endroit même où souffle le vent. En quittant l'endroit où elles ont été générées, les vagues se régularisent et deviennent la houle, qui peut se propager très loin même en l'absence de vent. Lorsque la houle suit une autre direction que les vagues engendrées par le vent, on parle de mer croisée. La diffraction derrière un détroit ou bien, dans une moindre mesure, la réflexion des trains de vagues sur une côte abrupte peut engendrer également une mer croisée au large. En Europe, le phénomène est connu et redouté dans le golfe de Gascogne et en Méditerranée. 

## Description de l'état de la mer
La hauteur des vagues se mesure du creux entre deux vagues à la crête de la vague. Du fait de la nature aléatoire des vagues, l'état de la mer est décrit par des paramètres statistiques, comme la moyenne des hauteurs, des périodes ou des directions. De telles mesures sont difficiles à faire à l'œil nu. De nombreux systèmes de mesure ont été mis au point, depuis la perche à houle jusqu'aux radars embarqués sur des satellites. 
L'état de la mer est souvent composé de « houles » sans lien avec le vent local, et d'une « mer du vent ». La cambrure de la mer du vent étant généralement plus forte, c'est la hauteur significative de la mer du vent qui est souvent le paramètre le plus important. Les marins utilisent couramment l'échelle de Douglas, qui donne 10 classes de valeur pour cette « hauteur de la mer du vent », de mer 0 à mer 9 :
| Force | Descriptif  | Hauteur en mètres |
| 0     | calme       | 0                 |
| 1     | ridée       | 0 à 0,1           |
| 2     | belle       | 0,1 à 0,5         |
| 3     | peu agitée  | 0,5 à 1,25        |
| 4     | agitée      | 1,25 à 2,5        |
| 5     | forte       | 2,5 à 4           |
| 6     | très forte  | 4 à 6             |
| 7     | grosse      | 6 à 9             |
| 8     | très grosse | 9 à 14            |
| 9     | énorme      | 14 et plus        |

## Paramètres d'état de mer
Outre la  hauteur significative, l'état de la mer varie avec de nombreux autres paramètres. On peut citer la période du pic, qui correspond à la période des vagues dominantes. Elle est définie à partir du spectre d'état de mer comme la période pour laquelle la densité spectrale est maximale. On utilise aussi la direction moyenne, direction pondérée par l'énergie des vagues, et l'étalement directionnel, qui renseigne sur la longueur des crêtes.  
Tous ces paramètres sont assez difficiles à interpréter en présence de mers croisées. Il est donc usuel de séparer l'état de mer en systèmes. Chaque système regroupe des trains de vagues de périodes proches et de directions proches. On peut ainsi caractériser séparément la mer du vent, la houle la plus énergétique (houle primaire), la seconde houle plus énergétique... en représentant chaque système par ses paramètres associés : hauteur significative, période de pic, direction moyenne et étalement directionnel.

## Prévision numérique de l'état de mer
La prévision numérique de l'état de mer existe dans sa forme actuelle depuis les années 1950, et elle a d'abord été développée pour la propagation des houles sur de grandes distances. Ainsi l'équipe du Centre de météorologie de Casablanca (Maroc) a mis au point puis perfectionné ensuite en France la méthode spectrale (Gelci et coll. 1957). Il s'agit de calculer les caractéristiques de l'état de la mer à partir des prévisions du vent. Le principe le plus utilisé à grande échelle (du bassin océanique à la baie côtière) est celle de la modélisation spectrale en phase moyennée. En chaque point du globe, l'état de mer est décomposé en une superposition d'ondes de périodes et directions différentes. Les modèles actuels utilisent environ 600 ondes différentes, couvrant toutes les directions par pas de 10 à 30° et des périodes 2 à 30 s. Ce type de modèle calcule le transport de l'énergie de chacune de ces composantes du fait de la propagation, et son évolution sous l'effet de plusieurs processus. Par grands fonds, on s'intéresse surtout au vent, à la formation de moutons qui dissipent l'énergie, et aux échanges d'énergie entre les différentes composantes. Par petits fonds, il faut y ajouter des effets de frottement sur le fond et de réflexion par la topographie sous-marine. 
Ainsi en chaque point, l'ensemble de ces informations permet de calculer la variance E de l'élévation de la surface, dont on tire la hauteur significative {\displaystyle Hm_{0}=4\cdot {\sqrt {E}}}. L'énergie par unité de surface océanique est à peu près le produit de E par la densité de l'eau et l'accélération de la gravité g. On peut aussi en tirer la période du pic Tp, période du maximum d'énergie du spectre, ou la direction moyenne des vagues. 
La qualité des prévisions dépend essentiellement de la qualité des prévisions du vent, et de la qualité des paramétrages des différents processus (génération, dissipation...). L'utilisation de mesures peut aussi être utilisée dans un système de prévision pour recaler l'état initial de l'état de mer par rapport à des observations (mesures altimétriques des satellites, imagerie radar). Les meilleurs modèles actuels donnent la hauteur Hm0 avec une erreur moyenne de 10 à 30 % pour la prévision immédiate, en fonction des zones géographiques. Les meilleurs résultats sont généralement obtenus aux moyennes et hautes latitudes, en particulier dans l'hémisphère nord car les vents y sont bien prévus. Les risques d'erreurs importants sont surtout localisés en zone côtière, dans des mers fermées entourées de montagnes, comme la Méditerranée, et dans les tropiques, dominées par des houles venant de très loin. Ces risques d'erreurs augmentent pour les échéances de prévisions plus longues, du fait de l'augmentation des risques d'erreurs dans les vents prévus.

## État de la mer et activité maritime
L'état de la mer fourni par les services météorologiques est exploité pour définir la route suivie par les navires. La présence d'une mer forte, d'une houle significative peut conduire les navires à modifier leur trajectoire ou même à faire demi-tour.
L'état de la mer prend une importance particulière dans certaines configurations :
- les zones de hauts fonds ou les lieux caractérisés par un relèvement brutal des fonds (abords du plateau continental, etc.) peuvent mettre en péril les navires par mer forte ;
- aux abords d'une côte, une mer forte peut interdire l'accès à certains ports car les vagues peuvent se relever et déferler au fur et à mesure que la profondeur diminue (dépend du profil du fond marin aux abords de la côte) ;
- l'accès à un estuaire ou à un bassin presque fermé, lorsqu'il y a présence à l'entrée d'un seuil peu profond, est rendu dangereux parfois par une simple houle modérée qui peut créer des vagues énormes (par exemple Bassin d'Arcachon ou rivière d'Etel en France) ;
- dans les raz parcourus par des courants forts, la houle ou la mer du vent, si elle s'oppose au courant, peut lever une mer chaotique et dangereuse (en France Raz de Sein, Raz Blanchard) ;
- dans le même contexte, les zones de courants forts situés au large peuvent engendrer par mer forte des vagues anormalement hautes (par exemple courant des Aiguilles au large de l'Afrique du Sud).